# Lucía Etxebarría
Lucía Etxebarría de Asteinza (n. 7 decembrie 1966, Valencia, Comunitatea Valenciană, Spania) este o scriitoare spaniolă.